# Mistrzostwa Świata w Piłce Nożnej 2018 (eliminacje strefy AFC)/Grupa 8

## Grupa 8
| Lp. | Drużyna        | M | Mecze | Mecze | Mecze | Bramki | Bramki | Bramki | Pkt |
| Lp. | Drużyna        | M | W     | R     | P     | +      | −      | +/−    | Pkt |
| --- | -------------- | - | ----- | ----- | ----- | ------ | ------ | ------ | --- |
| 1.  | Uzbekistan     | 8 | 7     | 0     | 1     | 20     | 7      | +13    | 21  |
| 2.  | Korea Północna | 8 | 5     | 1     | 2     | 14     | 8      | +6     | 16  |
| 4.  | Filipiny       | 8 | 3     | 1     | 4     | 8      | 12     | −4     | 10  |
| 3.  | Bahrajn        | 8 | 3     | 0     | 5     | 10     | 10     | 0      | 9   |
| 5.  | Jemen          | 8 | 1     | 0     | 7     | 2      | 17     | −15    | 3   |

## Mecze
| 11 czerwca 2015 14:00 CEST | Filipiny · Bahadoran 50' · Patiño 59' | 2:1(0:0)Raport | Bahrajn · 90+3' Al-Malood | Philippine Sports Stadium, Bocaue Widzów: 6000 Sędzia: Jumpei Iida |
|                            |                                       |                |                           |                                                                    |

| 11 czerwca 2015 18:00 CEST | Jemen | 0:3 (walkower)Raport | Korea Północna · 71' So Hyon-uk | Qatar SC Stadium, Doha (Katar) Widzów: 3200 Sędzia: Hettikamkanamge Perera |
|                            |       |                      |                                 |                                                                            |

| 16 czerwca 2015 10:00 CEST | Korea Północna · Pak Kwang-ryong 4' · Jang Kuk-chol 16' · Ro Hak-su 34' · Ri Hyok-chol 36' | 4:2(4:0)Raport | Uzbekistan · 53' Ismailov · 79' Rashidov | Stadion im. Kim Ir Sena, Pjongjang Widzów: 42 000 Sędzia: Mohd Amirul Izwan Bin Yaacob |
|                            |                                                                                            |                |                                          |                                                                                        |

| 16 czerwca 2015 18:00 CEST | Jemen | 0:2(0:0)Raport | Filipiny · 52' Bahadoran · 74' Ramsay | Qatar SC Stadium, Doha (Katar) Widzów: 5200 Sędzia: Dmitriy Mashentsev |
|                            |       |                |                                       |                                                                        |

| 3 września 2015 16:00 CEST | Uzbekistan · Geynrix 51' | 1:0(0:0)Raport | Jemen | Stadion Paxtakor, Taszkent Widzów: 15 000 Sędzia: Lee Min-hu |
|                            |                          |                |       |                                                              |

| 3 września 2015 17:40 CEST | Bahrajn | 0:1(0:1)Raport | Korea Północna · Jong Il-gwan 43' | Malab al-Bahrajn al-watani, Ar-Rifa Widzów: 9500 Sędzia: Mohsen Torky |
|                            |         |                |                                   |                                                                       |

| 8 września 2015 14:00 CEST | Jemen | 0:4(0:2)Raport | Bahrajn · 31' (k) Ali Baba · 45+1' Al-Husaini · 66' Omar · 77' Mohammed | Grand Hamad Stadium, Doha (Katar) Widzów: 421 Sędzia: Turki Al-Khudhayr |
|                            |       |                |                                                                         |                                                                         |

| 8 września 2015 14:00 CEST | Filipiny · Schröck 65' | 1:5(0:3)Raport | Uzbekistan · 1' Ahmedov · 14', 80' Rashidov · 43', 65' Sergejew | Philippine Sports Stadium, Bocaue Widzów: 7500 Sędzia: Peter Green |
|                            |                        |                |                                                                 |                                                                    |

| 8 października 2015 09:30 CEST | Korea Północna | 0:0(0:0)Raport | Filipiny | Stadion im. Kim Ir Sena, Pjongjang Widzów: 41 000 Sędzia: Ma Ning |
|                                |                |                |          |                                                                   |

| 8 października 2015 17:00 CEST | Bahrajn | 0:4(0:0)Raport | Uzbekistan · 52' Sergejew · 57' Ahmedov · 66' Rashidov · 90+5' Shomurodov | Malab al-Bahrajn al-watani, Ar-Rifa Widzów: 5000 Sędzia: Minoru Tojo |
|                                |         |                |                                                                           |                                                                      |

| 13 października 2015 09:30 CEST | Korea Północna · Jong Il-gwan 12' (k) | 1:0(1:0)Raport | Jemen | Stadion im. Kim Ir Sena, Pjongjang Widzów: 41 000 Sędzia: Liu Kwok Man |
|                                 |                                       |                |       |                                                                        |

| 13 października 2015 17:00 CEST | Bahrajn · Abd al-Latif 53' · Adnan 61' | 2:0(0:0)Raport | Filipiny | Malab al-Bahrajn al-watani, Ar-Rifa Widzów: 3050 Sędzia: Mohanad Qasim Eesee Sarray |
|                                 |                                        |                |          |                                                                                     |

| 12 listopada 2015 13:00 CET | Filipiny | 0:1(0:0)Raport | Jemen · 83' A. Al-Sarori | Rizal Memorial Stadium, Manila Widzów: 6478 Sędzia: Kim Hee-gon |
|                             |          |                |                          |                                                                 |

| 12 listopada 2015 14:00 CET | Uzbekistan · Sergejew 23' · Geynrix 66' · Ahmedov 87' | 3:1(1:1)Raport | Korea Północna · 2' Ri Hyok-chol | Stadion Paxtakor, Taszkent Widzów: 27 135 Sędzia: Alireza Faghani |
|                             |                                                       |                |                                  |                                                                   |

| 17 listopada 2015 08:00 CET | Korea Północna · Pak Kwang-ryong 45+1' (k) · Jong Il-gwan 90+3' | 2:0(1:0)Raport | Bahrajn | Stadion im. Kim Ir Sena, Pjongjang Widzów: 45 000 Sędzia: Muhammad Taqi Aljaafari |
|                             |                                                                 |                |         |                                                                                   |

| 17 listopada 2015 16:30 CET | Jemen · A. Al-Sarori 90+2' | 1:3(0:2)Raport | Uzbekistan · 7' Haydarov · 31' Jeparov · 50' Andreyev | Grand Hamad Stadium, Doha (Katar) Widzów: 350 Sędzia: Abdullah Al Hilali |
|                             |                            |                |                                                       |                                                                          |

| 24 marca 2016 14:00 CET | Uzbekistan · Ismailov 59' | 1:0(0:0)Raport | Filipiny | Stadion Bunyodkor, Taszkent Widzów: 34 000 Sędzia: Ryuji Sato |
|                         |                           |                |          |                                                               |

| 24 marca 2016 16:30 CET | Bahrajn · Abd al-Latif 32' (k) · Al-Malood 63' · Al Romaihi 90+2' | 3:0(1:0)Raport | Jemen | Malab al-Bahrajn al-watani, Ar-Rifa Widzów: 1000 Sędzia: Ahmed Al-Kaf |
|                         |                                                                   |                |       |                                                                       |

| 29 marca 2016 14:00 CEST | Filipiny · Bahadoran 43' · Ott 85' · Ramsay 90' | 3:2(1:1)Raport | Korea Północna · 45+1' So Kyong-jin · 48' Ri Hyok-chol | Rizal Memorial Stadium, Manila Widzów: 7350 Sędzia: Fahad Al-Mirdasi |
|                          |                                                 |                |                                                        |                                                                      |

| 29 marca 2016 15:00 CEST | Uzbekistan · Rashidov 50' | 1:0(0:0)Raport | Bahrajn | Stadion Bunyodkor, Taszkent Widzów: 34 000 Sędzia: Mohammed Abdulla Hassan Mohamed |
|                          |                           |                |         |                                                                                    |